# Lijst van burgemeesters van Tongeren
Dit is een lijst van burgemeesters van de Vlaamse gemeente Tongeren (provincie Limburg).
- 1796-1797 : Hendrik Nartus
- 1797-1798 : Pieter Honjoulle
- 1798-1798 : Pieter Albert
- 1798-1798 : Jan Joseph Thomas Schaetzen
- 1798-1799 : Jacob Fiscar
- 1799-1800 : Jan Joseph Thomas Schaetzen
- 1800-1808 : Joseph Van Der Meer
- 1808-1813 : Arnold Rubens
- 1813-1814 : André Van Muyssen
- 1814-1817 : Joseph Van Der Meer
- 1817-1854 : André Van Muyssen
- 1855-1860 : Joseph Laurent Jaminé (liberaal)
- 1860-1864 : Jean Frere
- 1864-1867 : Joseph Laurent Jaminé
- 1867-1872 : Joseph Michiels (liberaal)
- 1872-1876 : Louis Perreau
- 1876-1879 : François Meyers (Katholieke Partij)
- 1879-1885 : Louis Perreau
- 1885-1912 : François Meyers (Katholieke Partij)
- 1912-1925 : Fernand Delvigne
- 1925-1927 : Georges Meyers (Katholieke Partij)
- 1927-1939 : Paul Neven (liberaal)
- 1939-1947 : Georges Meyers (Katholieke Partij) 
  - 1941-1944 : Hendrik Hanssen (VNV). Is niet opgenomen op de officiële lijst van Tongerse burgemeesters.
- 1947-1953 : Erard de Schaetzen (CVP)
- 1953-1958 : Pierre Diriken (BSP)
- 1958-1959 : Jacques De Vocht (CVP)
- 1959-1972 : Erard de Schaetzen (CVP)
- 1972-1977 : Jean Férir (BSP)
- 1977-1982 : Mathieu Rutten (CVP)
- 1983-1987 : Jean Férir (BSP)
- 1987-1989 : Roger Jorissen (SP)
- 1989-1994 : Ghislain de Schaetzen (CVP)
- 1995-2024 : Patrick Dewael (VLD)
  - 1999-2003 : Jef Simon (VLD), als waarnemend burgemeester voor Patrick Dewael
  - 2003-2009 : Carmen Willems (Open Vld), als waarnemend burgemeester voor Patrick Dewael
  - 2009-2010 : Hugo Biets (Open Vld), als waarnemend burgemeester voor Patrick Dewael
  - 2019-2020 : An Christiaens (CD&V), als waarnemend burgemeester voor Patrick Dewael

Opmerking:

Tot en met 1800 werd de titel 'agent municipal' gebruikt. Tussen 1800 en 1817 werd de titel 'maire' en vanaf 1817 de titel 'burgemeester' gebruikt.

Brussels Hoofdstedelijk Gewest:
Anderlecht · 
Brussel

Vlaanderen:
Aalst · 
Aarschot · 
Antwerpen · 
 Asse · 
Beernem · 
Bertem · 
Blankenberge · 
Brugge · 
Damme · 
De Haan · 
De Panne · 
Deerlijk · 
Deinze · 
Eeklo · 
Evergem · 
Galmaarden · 
Geraardsbergen · 
Gent · 
Halle · 
Hasselt · 
Herent · 
Herk-de-Stad · 
Herzele · 
Heusden-Zolder · 
Houthalen-Helchteren · 
Ichtegem · 
Kaprijke · 
Knokke-Heist · 
Kortemark · 
Kortenberg · 
Kortrijk · 
Leuven · 
Lichtervelde · 
Lievegem · 
Lokeren · 
Maldegem · 
Mechelen · 
Moerbeke-Waas · 
Ninove · 
Oostende · 
Oostkamp · 
Poperinge · 
Roeselare · 
Ronse · 
Sint-Lievens-Houtem · 
Sint-Niklaas · 
Sint-Truiden · 
Temse · 
Tielt · 
Tienen · 
Tongeren · 
Torhout · 
Veurne · 
Waregem · 
Wellen · 
Wetteren · 
Wichelen · 
Zaventem · 
Zedelgem · 
Zele · 
Zonhoven · 
Zottegem

Wallonië: 
Charleroi · 
's-Gravenbrakel · 
Morlanwelz · 
Ophain-Bois-Seigneur-Isaac · 
Waver